# Martin Schlensog
Max „Martin“ Schlensog (eigentlich: Max Hermann Theodor Schlensog; * 6. Juni 1897 in Löwen bei Brieg, Schlesien; † 9. März 1987 in Hamburg) war ein deutscher Komponist und Musikpädagoge.

## Leben
Schlensog machte  in Brieg sein Examen als Volksschullehrer und ließ sich parallel dazu vom Kantor der Nikolaikirche in Brieg, Paul Hielscher, in Musik ausbilden. In den folgenden Jahren war er zunächst als Lehrer an verschiedenen Volksschulen in Schlesien tätig, danach als Musikerzieher an den Landschulheimen Holzminden, Sinntalhof und Gandersheim. 1924 wurde er als Nachfolger von Fritz Jöde Leiter der Volksmusikschule Hamburg. Ab 1926 war er Lehrer an verschiedenen Schulen im Raum Hamburg. Wegen seiner sozialdemokratischen Haltung war er zur Zeit der nationalsozialistischen Herrschaft Anfeindungen und Zeiten von Arbeitslosigkeit ausgesetzt. Von 1945 war er bis zu seiner Pensionierung 1962 Rektor einer Grundschule in Hamburg-Nienstedten und daneben zeitweise Dozent am Institut für Lehrerbildung in Hamburg.
Schlensog engagierte sich seit seiner Seminarzeit aktiv in der Jugendmusikbewegung. Sein kompositorisches Schaffen hat seinen Schwerpunkt in der Vokal- und Chormusik, es umfasst ein Requiem (1960), ein Te Deum (1961), Kantaten und Liedkantaten, Motetten, Liederzyklen sowie Haus- und Spielmusiken.